# Esaltatore di sapidità
Esaltatore di sapidità è un elemento presente nelle liste di ingredienti dei prodotti dell'industria alimentare. Rientra infatti nella categoria degli additivi alimentari. Anche se il più diffuso è il glutammato monosodico, esistono diversi tipi di esaltatore di sapidità:
- glutammato monosodico E621
- acido glutammico E620
- acido tartarico E334
- acido citrico E330
- acido L-ascorbico E300
- acido lattico E270
- acido acetico E260